# 1000-km-Rennen von Zeltweg 1975

Österreichring Streckenlayout 1975

Das siebte  1000-km-Rennen von Zeltweg, auch 1000 km Zeltweg, fand am 29. Juni 1975 auf dem Österreichring statt und war der achte Wertungslauf der Sportwagen-Weltmeisterschaft dieses Jahres.

## Das Rennen
Auch beim Weltmeisterschaftslauf auf dem Österreichring waren die vom Willi Kauhsen Racing Team eingesetzten Alfa Romeo T33/TT/12 in der Gesamtwertung ungefährdet. Das Rennen musste nach knapp 600 gefahrenen Kilometern während eines Gewitters abgebrochen werden und wurde nicht mehr neu gestartet. Alfa Romeo erzielte mit den Teams Derek Bell/Henri Pescarolo und Arturo Merzario/Vittorio Brambilla einen Doppelsieg. Jody Scheckter als Gaststarter in der Sportwagen-Weltmeisterschaft fuhr diesmal einen Alpine-Renault A442. Teampartner war Patrick Depailler, sein Rennpartner in der Formel 1. Dort gingen die beiden 1975 für Tyrrell an den Start. In Zeltweg stoppte eine defekte Steuerkette am Alpine ihre Ambitionen auf einen Spitzenrang.

## Ergebnisse

### Schlussklassement
| 1               | S 3.0 | 2  | Willi Kauhsen Racing Team    | Derek Bell Henri Pescarolo                    | Alfa Romeo T33/TT/12 | 103 |
| 2               | S 3.0 | 1  | Willi Kauhsen Racing Team    | Arturo Merzario Vittorio Brambilla            | Alfa Romeo T33/TT/12 | 103 |
| 3               | S 3.0 | 5  | Scuderia Nettuno Ovoro       | Reinhold Joest Mario Casoni                   | Porsche 908/4        | 102 |
| 4               | S 3.0 | 6  | Scuderia Nettuno             | Jürgen Barth Ernst Kraus                      | Porsche 908/3        | 92  |
| 5               | S 2.0 | 29 | March Racing                 | David Morgan John Lepp                        | March 75S            | 90  |
| 6               | S 2.0 | 40 | Manfred Mohr                 | Martino Finotto Manfred Mohr                  | Lola T294            | 87  |
| 7               | S 2.0 | 21 | Peter Smith                  | Peter Smith John Turner                       | Chevron B23          | 87  |
| 8               | S 2.0 | 25 | Dorset Racing Associates     | Claude Crespin Ian Bracey                     | Lola T294            | 85  |
| 9               | S 3.0 | 4  | Dr. H. Dannesberger          | Herbert Müller Leo Kinnunen                   | Porsche 908/4        | 84  |
| 10              | S 2.0 | 20 | Tony Charnell                | Tony Charnell Andrew Jeffrey Ian Harrower     | Chevron B23          | 84  |
| 11              | S 3.0 | 15 | Ecuador Marlboro             | Guillermo Ortega Lothar Ranft Xavier Espinosa | Porsche 908/02       | 81  |
| 12              | GT    | 35 | Porsche Club Oberoesterreich | Franz Doppler Horst Felbermayr senior         | Porsche Carrera RSR  | 80  |
| 13              | S 2.0 | 24 | Team Fisons                  | Martin Raymond Tony Goodwin                   | Chevron B31          | 80  |
| 14              | S 2.0 | 16 | Alroy-Racing                 | Mario Cabral Brett Lunger                     | March 75S            | 77  |
| 15              | S 2.0 | 38 | Sociéte ROC                  | François Sérvanin Laurent Ferrier             | Lola T294            | 76  |
| Nicht klassiert |       |    |                              |                                               |                      |     |
| 16              | S 2.0 | 27 | Robin Smith                  | Robin Smith Richard Robarts                   | Chevron B23          | 69  |
| 17              | S 2.0 | 33 | Roger Heavens Racing         | Hervé LeGuellec Otto Stuppacher               | Lola T294            | 51  |
| Ausgefallen     |       |    |                              |                                               |                      |     |
| 18              | S 3.0 | 8  | Renault Alpine               | Jody Scheckter Patrick Depailler              | Alpine-Renault A442  | 88  |
| 19              | S 3.0 | 17 | Alroy Racing                 | Hans Binder Antônio Castro Prado Alan Stubbs  | March 75S            | 68  |
| 20              | S 2.0 | 26 | Roger Heavens Racing         | Manrico Zanuso Alois Müller                   | Lola T294            | 45  |
| 21              | S 3.0 | 11 | KMW                          | Hans Müller-Perschl Helmut Schweiger          | KMW SP30             | 43  |
| 22              | S 2.0 | 28 | John Calvert                 | John Blanckley John Calvert                   | Chevron B23          | 37  |
| 23              | S 2.0 | 19 | Stuart Chubb                 | Kurt Rieder Franz Kaiser                      | Lola T294            | 24  |
| 24              | S 2.0 | 10 | Sports Car Team Austria      | Günther Egermann Walter Penker                | KMW SP30             | 20  |
| 25              | S 2.0 | 34 | Equipe Elf Switzerland       | Lella Lombardi Marie-Claude Charmasson        | Alpine-Renault A441  | 20  |
| 26              | S 3.0 | 9  | Boeri Racing                 | Kurt Hild Siegfried Schrieder                 | KMW SP30             | 16  |
| 27              | S 3.0 | 7  | Renault Alpine               | Gérard Larrousse Jean-Pierre Jarier           | Alpine-Renault A442  | 10  |
| 28              | S 2.0 | 23 | KVG Racing                   | Ian Grob John Hine                            | Chevron B31          | 9   |
| Nicht gestartet |       |    |                              |                                               |                      |     |
| 29              | S 3.0 | 1T | Willi Kauhsen Racing Team    | Arturo Merzario Vittorio Brambilla            | Alfa Romeo T33/TT/12 | 1   |

1 Trainingswagen

### Nur in der Meldeliste
Hier finden sich Teams, Fahrer und Fahrzeuge, die ursprünglich für das Rennen gemeldet waren, aber aus den unterschiedlichsten Gründen daran nicht teilnahmen.
| Pos. | Klasse | Nr. | Team              | Fahrer                     | Chassis             |
| ---- | ------ | --- | ----------------- | -------------------------- | ------------------- |
| 30   | GT     |     |                   |                            | Porsche Carrera RSR |
| 31   | S 3.0  |     | Gelo Racing Team  | Tim Schenken Howden Ganley | Mirage GR7          |
| 32   | S 2.0  |     | Charles Graemiger |                            | Cheetah G501        |
| 33   | S 2.0  |     |                   |                            | Osella              |
| 34   | S 2.0  |     | Obermoser Racing  |                            | TOJ SC03            |

### Klassensieger
| Klasse | Fahrer        | Fahrer                  | Fahrzeug             | Platzierung im Gesamtklassement |
| ------ | ------------- | ----------------------- | -------------------- | ------------------------------- |
| S 3.0  | Derek Bell    | Henri Pescarolo         | Alfa Romeo T33/TT/12 | Gesamtsieg                      |
| S 2.0  | David Morgan  | John Lepp               | March 75S            | Rang 5                          |
| GT     | Franz Doppler | Horst Felbermayr senior | Porsche Carrera RSR  | Rang 12                         |

### Renndaten
- Gemeldet: 34
- Gestartet: 28
- Gewertet: 15
- Rennklassen: 3
- Zuschauer: 6000
- Wetter am Renntag: erst warm und trocken, später starker Regen
- Streckenlänge: 5,911 km
- Fahrzeit des Siegerteams: 3:34:50,880 Stunden
- Gesamtrunden des Siegerteams: 103
- Gesamtdistanz des Siegerteams: 608,830 km
- Siegerschnitt: 170,200 km/h
- Pole Position: Gérard Larrousse – Alpine-Renault A442 (#7) – 1:36,530 = 210,857 km/h
- Schnellste Rennrunde: Jody Scheckter – Alpine-Renault A442 (#8) – 1:41,210 = 200,252 km/h
- Rennserie: 8. Lauf zur Sportwagen-Weltmeisterschaft 1975